# Verlorener Groschen

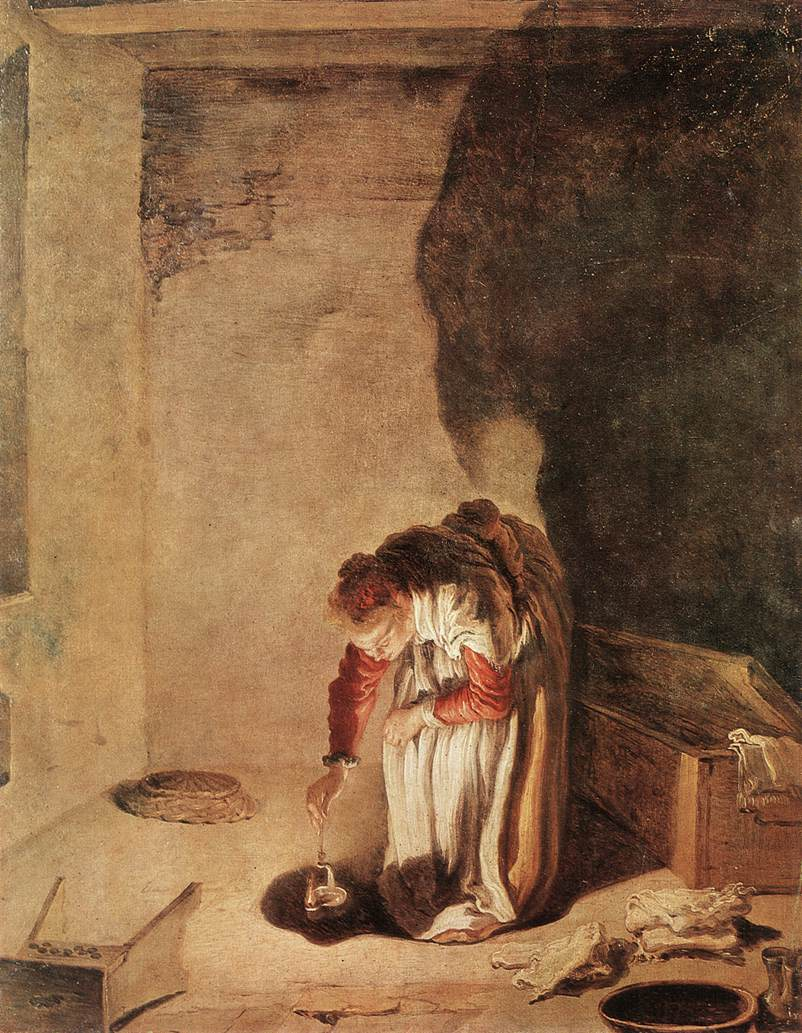
Das Gleichnis von der verlorenen Drachme (Domenico Fetti, Gemäldegalerie, Dresden)

Das Gleichnis von der verlorenen Drachme, in der Tradition der Lutherbibel auch Gleichnis vom verlorenen Groschen genannt (Lukas 15,8–10 ), ist ein Gleichnis Jesu, das sich ausschließlich im Evangelium nach Lukas findet und zum lukanischen Sondergut gehört.

## Kontext
Einleitend berichtet der Evangelist Lukas von der Rahmensituation: Die Pharisäer und Schriftgelehrten nehmen daran Anstoß, dass Jesus mit Zöllnern (die als Betrüger gelten) und anderen Sündern Gemeinschaft hat und mit ihnen isst. Daraufhin erzählt Jesus ihnen drei Gleichnisse, in denen es jeweils um das Motiv des Verlorenen geht: in Vv. 4–7 das Gleichnis vom verlorenen Schaf, in Vv. 8–10 das Gleichnis vom verlorenen Groschen und in Vv. 11–32 das Gleichnis vom verlorenen Sohn.

## Das Gleichnis
Der Text lautet:

„8 Oder wenn eine Frau zehn Drachmen hat und eine davon verliert, zündet sie dann nicht eine Lampe an, fegt das Haus und sucht sorgfältig, bis sie die Drachme findet? 9 Und wenn sie diese gefunden hat, ruft sie die Freundinnen und Nachbarinnen zusammen und sagt: Freut euch mit mir, denn ich habe die Drachme wiedergefunden, die ich verloren hatte! 10 Ebenso, sage ich euch, herrscht bei den Engeln Gottes Freude über einen einzigen Sünder, der umkehrt.“

## Interpretation
Im Fokus steht die unermüdliche Suche der Hauptfigur und ihre anschließende Freude über den Fund des verlorenen Geldstücks. Genauso wird sich Gott über einen Sünder freuen, der seinen falschen Weg verlässt und zu ihm zurückkehrt. Obwohl hier die Frau die einzige handelnde Figur ist, wird das Gleichnis ähnlich wie die anderen beiden Gleichnisse vom Verlorenen oft als Aufruf zur Umkehr gedeutet, auch weil der Text diese Deutung ausdrücklich nahelegt. Doch wird in diesem Gleichnis stärker als in den Parallelgleichnissen deutlich, dass das Wiederfinden allein von Gott ausgeht: Die Münze ist völlig passiv und kann nichts zu ihrem Gefundenwerden beitragen, sie verdankt es nur dem geduldigen und ausdauernden Suchen der Eigentümerin.
Die Betonung der beharrlichen Suche der Frau nach der verlorenen Münze hat manche Kommentatoren bewogen, für die Bezeichnung „Gleichnis von der suchenden Frau“ zu plädieren. Sie zeigt Gott als jemanden, der sich intensiv um den verlorenen Menschen bemüht und ihn mit allen Mitteln zurückgewinnen will. Da Jesus durch dieses Gleichnis sein eigenes Handeln gegenüber sozial ausgegrenzten „Verlorenen“ seiner Gesellschaft erläutert, hebt er damit auch den Wert hervor, den er diesen Menschen beimisst und den jeder Mensch für Gott besitzt.
Aus dem Kontext ergibt sich, dass Jesus alle drei Gleichnisse den Pharisäern und Schriftgelehrten erzählt, nachdem diese daran Anstoß genommen haben, dass er mit Sündern Gemeinschaft hatte (15,1–3 ). Wie in den anderen lukanischen Gleichnisversionen tauchen auch hier Dritte auf, die sich mit der Frau über das Wiedergefundene mitfreuen. Die Frage ist also auch, ob dritte Beobachter sich über die Rückkehr des Verlorenen freuen und damit Teil des Himmelreichs werden, von dem das Gleichnis spricht, oder ob sie sich dieser Freude gegenüber verschließen und dadurch vom Gottesreich ausschließen.
Auffällig ist schließlich auch die Tatsache, dass in diesem Gleichnis eine weibliche Protagonistin problemlos für Gott stehen kann.